# میکمیکس
د مِیکمِیکس (به انگلیسی: The Makemakes) گروه موسیقی اتریشی است.
آن ها در مسابقه آواز یوروویژن ۲۰۱۵ نماینده اتریش بودند.